# Armando Matteo
Armando Matteo (Catanzaro, 21 settembre 1970) è un presbitero e teologo italiano, di fede cattolica, dal 5 giugno 2022 segretario per la sezione dottrinale del Dicastero per la dottrina della fede.

## Biografia
Dopo aver studiato filosofia presso l'Università Cattolica del Sacro Cuore di Milano, è stato ordinato presbitero il 20 dicembre 1997. Successivamente ha conseguito il dottorato in teologia presso la Pontificia Università Gregoriana di Roma.
Dal 2005 al 2011 è stato nominato assistente ecclesiastico nazionale della Federazione universitaria cattolica italiana.
È professore straordinario di teologia fondamentale presso la Pontificia Università Urbaniana, dal 2019 direttore della rivista Urbaniana University Journal ed autore di numerose pubblicazioni in ambito teologico.
Il 12 aprile 2021 papa Francesco lo ha nominato sotto-segretario aggiunto della Congregazione per la dottrina della fede, mentre il 23 aprile 2022 è stato promosso segretario per la sezione dottrinale del medesimo dicastero.
Dal 23 gennaio 2024 è consultore del Dicastero per la Promozione dell’Unità dei Cristiani. 

## Opere
- Armando Matteo, Della fede dei laici. Il cristianesimo di fronte alla mentalità postmoderna, Rubbettino, 2001, ISBN 978-8849802016.
- Armando Matteo, L'imperdonabile, Iride, 2005, ISBN 978-8888947372.
- Armando Matteo, Come forestieri. Perché il cristianesimo è diventato estraneo agli uomini e alle donne del nostro tempo, Rubbettino, 2008, ISBN 978-8849821871.
- Armando Matteo, La messa in dieci mosse. I verbi per vivere in pieno la celebrazione eucaristica, Sulla tua parola, 2009, ISBN 978-8882845612.
- Armando Matteo, Nel nome del Dio sconosciuto. La provocazione di Gesù a credenti e non credenti, EMP, 2011, ISBN 978-8825018691.
- Armando Matteo, Presenza infranta. Il disagio postmoderno del cristianesimo, Cittadella, 2011, ISBN 978-8830811317.
- Armando Matteo, Come nessun altro. Invidia infelice e vita benedetta, Vita e pensiero, 2012, ISBN 978-8834322574.
- Armando Matteo, La fuga delle quarantenni. Il difficile rapporto delle donne con la Chiesa, Rubbettino, 2012, ISBN 978-8849832211.
- Armando Matteo, Il cammino del giovane, Qiqajon, 2012, ISBN 978-8882273644.
- Armando Matteo, Sguardi sul cristianesimo. Da dove veniamo e dove stiamo andando, EMP, 2013, ISBN 978-8882273644.
- Armando Matteo, In fiducia. Sul credere dei cristiani, EMP, 2013, ISBN 978-8825035995.
- Armando Matteo, L'adulto che ci manca, Cittadella, 2014, ISBN 978-8830813618.
- Armando Matteo, La difficile arte dell'imparare, Città ideale, 2015, ISBN 978-8864301129.
- Armando Matteo, Insegnare agli ignoranti. Imparare è nascere di nuovo, EMP, 2015, ISBN 978-8830723160.
- Armando Matteo, Tutti muoiono troppo giovani. Come la longevità sta cambiando la nostra vita e la nostra fede, Rubbettino, 2016, ISBN 978-8849846386.
- Armando Matteo, La prima generazione incredula. Il difficile rapporto tra i giovani e la fede. Nuova ediz., Rubbettino, 2017, ISBN 978-8849851502.
- Armando Matteo, Il Dio mite. Una teologia per il nostro tempo, San Paolo Edizioni, 2017, ISBN 978-8892210660.
- Armando Matteo, La Chiesa che manca. I giovani, le donne e i laici nell'Evangelii gaudium, San Paolo Edizioni, 2018, ISBN 978-8892214255.
- Armando Matteo, Il postmoderno spiegato ai cattolici e ai loro parroci. Prima lezione di teologia urbana, EMP, 2018, ISBN 978-8825046366.
- Armando Matteo, Tutti giovani, nessun giovane. Le attese disattese della prima generazione incredula, Piemme, 2018, ISBN 978-8856664485.
- Armando Matteo, Incontro al Natale. Un invito a credere di nuovo, Ancora, 2020, ISBN 978-8851423490.
- Armando Matteo, Evviva la teologia. La scienza divina, San Paolo Edizioni, 2020, ISBN 978-8892222724.
- Armando Matteo, Pastorale 4.0. Eclissi dell'adulto e trasmissione della fede alle nuove generazioni, Ancora, 2020, ISBN 978-8851422752.
- Armando Matteo, Il nuovo bambino immaginario. Perché si è rotto il patto educativo tra genitori e figli, Rubbettino, 2020, ISBN 978-8849863345.
- Armando Matteo, Nel cantiere dell'educare, Centro formazione e lavoro A. Grandi, 2021, ISBN 978-8831404112.
- Armando Matteo, Io sono una missione. Cammino quaresimale e pasquale per tutti coloro che hanno a cuore giovani in compagnia di Papa Francesco, EMP, 2021, ISBN 978-8825052091.
- Armando Matteo, Convertire Peter Pan. Il destino della fede nella società dell'eterna giovinezza, Ancora, 2021, ISBN 978-8851424305.